# Мильоре, Пабло
Пабло Алехандро Мильоре (исп. Pablo Alejandro Migliore; родился 27 января 1982 года в Буэнос-Айресе, Аргентина) — аргентинский футболист, вратарь.

## Клубная карьера
Мильоре начал карьеру в клубе «Херминаль де Роусон», но уже спустя полгода перешёл в «Уракан». В новой команде он был резервным голкипером и за четыре сезона сыграл всего 19 матчей. В 2004 году на правах аренды Пабло выступал за «Депортиво Мадрин».
В 2006 году Мильоре перешёл в «Бока Хуниорс». В новом клубе он был сменщиком Маурисио Каранты. Несмотря на это Пабло выиграл в составе «Боки» аргентинскую Примеру, а также завоевал Кубок Либертадорес и Рекопа Южной Америки. В 2007 году Мильоре стал серебряным призёром клубного чемпионата мира в Японии. В 2008 году для получения игровой практики он на правах аренды перешёл в «Расинг» из Авельянеды. 24 августа в матче против «Индепендьенте» Пабло дебютировал за новый клуб.
После окончания аренды Мильоре подписал контракт с «Сан-Лоренсо». 22 августа в поединке против «Атлетико Тукуман» Пабло дебютировал за новую команду. В «Сан-Лоренсо» он был основным вратарём и сыграл за клуб более 100 матчей.
31 марта 2013 года Мильоре был заключен в тюрьму, по подозрению в пособничестве одной из банд, представители которой убили человека. Отсидев два месяца Пабло был освобождён, а обвинения с него сняты.
В мае того же года он подписал трёхлетний контракт с загребским «Динамо». 12 июля в матче против «Осиека» Пабло дебютировал в чемпионате Хорватии. Мильоре поссорился с главным тренером Крунославом Юрчичем и покинул команду в канун матча квалификации Лиги чемпионов против люксембургского «Фола» и вернулся на следующий день попрощаться с одноклубниками. Несмотря на эти обстоятельства Мильоре стал обладателем Суперкубка Хорватии.
Пабло вернулся в Аргентину, где подписал соглашение с «Архентинос Хуниорс». 2 августа в матче против «Годой-Крус» он дебютировал за новую команду. По окончании сезона Мильоре принял приглашение уругвайского клуба «Пеньяроль». 16 августа 2014 года в матче против «Серро» он дебютировал в уругвайской Примере.

## Авария
17 марта 2008 года Мильоре возвращался с тренировки с вратарём молодёжного состава «Бока Хуниорс» Джосуэ Айялой. Недалеко от Буэнос-Айреса Пабло не справился с управлением и врезался в другой автомобиль. Оба вратаря получили незначительные травмы.

## Достижения
Командные
 «Бока Хуниорс»
- Чемпионат Аргентины по футболу — Клаусура 2006
- Обладатель Рекопа Южной Америки — 2006
- Обладатель Кубка Либертадорес — 2007

 «Динамо» Загреб
- Обладатель Суперкубка Хорватии — 2013